# Prosopeia (gênero)
Prosopeia é um gênero de aves da família Psittacidae.
As seguintes espécies são reconhecidas:
- Prosopeia splendens (Peale, 1848)
- Prosopeia personata (Gray, GR, 1848)
- Prosopeia tabuensis (Gmelin, JF, 1788)